# Nature Photonics
Nature Photonics es una revista científica revisada por pares publicada por Nature Publishing Group. El editor en jefe es Oliver Graydon. Nature Photonics publica artículos de revisión, trabajos de investigación, artículos de Noticias y Vistas y resúmenes de investigaciones que resumen los últimos descubrimientos científicos en el mundo de la fotónica, la ciencia láser, la imagenología, las comunicaciones y otros aspectos de la fotónica. Optoelectrónica. Esto se complementa con una mezcla de artículos dedicados a la parte comercial de la industria que abarca áreas como la comercialización de la tecnología y el análisis de mercado. Los artículos que se han publicado en esta revista son internacionalmente aclamados por mantener altos estándares de investigación. La revista es considerada como la más alta en el campo de la fotónica.
Nature Photonics se indexa en el Sistema de Datos de Astrofísica de la NASA y en el Science Citation Index.

## Métricas de revista
2022
- Web of Science Group : 38.771
- Índice h de Google Scholar: 339
- Scopus: 21.189